# ASLAV
Az Australian Service Light Armoured Vehicle (ASLAV, magyarul ausztrál könnyű páncélozott harcjármű) az ausztrál változata a Light Armoured Vehicle (LAV–25) harcjárműnek, melyet a General Dynamics Land Systems Canada tervezett és gyártott a U.S. Marines-nak. A kezdeti tervezet a MOWAG Piranha 8×8 volt, de a járművet újratervezték, hogy kielégítse az észak-amerikai igényeket és az Egyesült Államok haderejének követelményeit. A jármű nagy mobilitású, nyolckerekű, kétéltű páncélozott harcjármű, melyet felderítő és járőröző műveletekre használnak.

## Történet
1990-ben egy évig tartó tesztelést és értékelést szervezett 15 könnyű páncélozott járművön a 2. Lovassági ezred A százada, melyeket a U.S. Marine Corps-tól béreltek. Az esemény arra szolgált, hogy kiderítsék, a kerekek járművek milyen teljesítményt mutatnak az ausztráliai körülmények között, és milyen változtatásokat kell eszközölni.
1992-ben az ASLAV program második szakaszában az ausztráliai Defence Materiel Organisation 113 darabot szerzett a kanadai gyártmányú LAV járművek ausztráliai változatából az ausztráliai hadsereg számára. 1997-re a 2. Lovassági ezredet teljesen felszerelték az ASLAV-okkal.
Az ASLAV program harmadik szakaszában jóváhagyták további 144 jármű vásárlását. A járművekre már egyre több helyileg gyártott és összeszerelt alkatrész került, mint a General Dynamics Land Systems - Australia által gyártott LAV–25 tornyok.
A járműveket a kiképzőegységeknek és a 2. Lovassági ezrednek szánták. A második szakasz járműveit továbbfejlesztették és a 2./14. Könnyű Lovasezredhez rendelték. Ezzel felszerelték a hadsereg két páncélozott felderítő egységét ASLAV-okkal.

## Tervezet
Az ASLAV nyolckerekes kivitelű (képes négy, illetve nyolckerék-meghajtásra), kétéltű, maximális utazósebessége műúton 120 km/h, hatótávolsága pedig 600 km. A jármű harctéri mobilitása kitűnő, a kerekek fel vannak szerelve egy tömör másodlagos gumival, ennek köszönhetően a jármű működőképes akkor is, ha mind a nyolc kereke kilyukadt.
A harmadik szakasz fejlesztései között szerepelt a lézeres távolságmérő, a legújabb generációs hőkamera, 24 V DC elektromos meghajtású torony és a továbbfejlesztett felfüggesztés.
Az észak-ausztráliai hőség speciális problémákat idézett elő a járművek legénységei szempontjából, mivel a belső hőmérséklet elérte az 55 °C-ot. Az ASLAV-ot felszerelték légkondicionálóval, amely csökkenti a belső hőmérsékletet. Az ASLAV-ok sokoldalúságát növeli a Mission Role Installation Kit (MRIK, magyarul feladatkör felszerelés készlet) használata, melynek segítségével egy egyszerű járműtestből többféle variációt lehet előállítani. Ez egy egyedi ausztrál módosítás, a tervezési és fejlesztési munkálatokat is Ausztráliában végzik.

## Harctéri alkalmazás
Az ASLAV-okat az ausztrál hadsereg Kelet-Timorban, Irakban és Afganisztánban vetette be.

## Változatok
A fent említett MRIK használatával és a három különféle járműtest típussal az ausztrál hadsereg a következő változatokat fejlesztette ki:

### ASLAV Type I
- ASLAV–25 (Reconnaissance - Felderítő) - Háromfős személyzettel ellátott felderítő jármű, melyet egy M242 25 mm Bushmaster gépágyúval és két 7,62 mm FN MAG 58 géppuskával szereltek fel. Hasonló a LAV–25 járműhöz.

### ASLAV Type II
- ASLAV-PC (Personnel Carrier - Lövészpáncélos) - Kétfős személyzettel ellátott jármű, melyet egy .50-es kaliberű M2 Browning géppuskával szereltek fel. 7 felderítő katona szállítására alkalmas. A szabványos géppuskafoglalatot lecserélték egy Kongsberg Protector RWS távirányítású fegyverállomásra, amely képes befogadni egy 12,7 mm-es géppuskát vagy egy Mk 19 40 mm-es automata gránátvetőt. A kanadai Bison páncélozott járművön alapul.

- ASLAV-C (Command - Parancsnoki jármű) - A járművet további rádióberendezésekkel és rádióantennákkal, térképasztallal, tárolórekeszekkel és ülőhelyekkel látták el. Fegyverzete egy .50-es kaliberű M2 géppuskából áll, habár az Irakban és Afganisztánban szolgáló járműveket felszerelték a Kongsberg Protector RWS rendszerrel.

- ASLAV-S (Surveillance - Járőröző jármű) - Egy járőrözésre specializált jármű hőkamerával, lézeres távolságmérővel, nappali televíziós kamerával és csatatéri megfigyelő radarral, RASIT vagy AMSTAR radarral van ellátva. Fegyverzete egy .50-es kaliberű M2 géppuska.

- ASLAV-A (Ambulance - Mentőautó) - Orvosi felszereléssel és hordágyakkal felszerelve ez az ASLAV három fekvő vagy hat ülő sérültet képes szállítani. Egy .50-es kaliberű M2 géppuskával van felszerelve.

### ASLAV Type III
- ASLAV-F (Fitter - Javítójármű) - Mentő-vontató jármű HIAB 650 daruval felszerelve, személyzetét a Royal Australian Electrical and Mechanical Engineers (RAEME) katonái adják. Fegyverzete egy 7,62 FN MAG 58 géppuska. Az afganisztáni járműveket Kongsberg Protector RWS rendszerrel látták el.

- ASLAV-R (Recovery - Műszaki-mentő) - Műszaki-mentő jármű csörlővel ellátva, személyzete a RAEME katonái közül kerülnek ki, sérült és elakadt járművek helyreállítására használják. Fegyverzete egy 7,62 FN MAG 58 géppuska. Az iraki és afganisztáni járműveket Kongsberg Protector RWS rendszerrel látták el.

## Galéria
|  |  |  |

## Fordítás
- Ez a szócikk részben vagy egészben  az   ASLAV című angol Wikipédia-szócikk ezen változatának fordításán alapul.  Az eredeti cikk szerkesztőit annak laptörténete sorolja fel. Ez a jelzés csupán a megfogalmazás eredetét és a szerzői jogokat jelzi, nem szolgál a cikkben szereplő információk forrásmegjelöléseként.